# هانا هوسکووا
هانا هوسکووا (بلاروسی: Ганна Андрэеўна Гуськова؛ زادهٔ ۲۸ اوت ۱۹۹۲) اسکی‌باز اهل بلاروس است.
وی در مسابقات کشوری و بین‌المللی در مجموع برندهٔ ۱ مدال طلا شده‌است.